# Cowiche (Washington)
Cowiche es un área no incorporada ubicada en el condado de Yakima en el estado estadounidense de Washington.

## Geografía
Cowiche se encuentra ubicado en las coordenadas 46°40′11″N 120°42′44″O / 46.66972, -120.71222.